# Блох, Исидор Григорьевич
Исидор Григорьевич Блох (30 сентября 1888, Варшава — 10 марта 1958) — белорусский учёный в области торфяной промышленности. Член-корреспондент АН БССР и профессор с 1940.

## Биография
Окончил Московское высшее техническое училище в 1916 году. с 1929 г. преподавал в Московской горной академии, затем в Московском торфяном институте. В 1931-58 профессор (с 1940 г.), заведующий кафедры торфяной механики Московского торфяного института, одновременно в 1932-41 заведующий кафедрой Белорусского торфяного института, затем БПИ. В 1944-55 научный сотрудник Института торфа АН БССР. Похоронен на Новодевичьем кладбище.

## Научная деятельность
Научные исследования посвящены теории, конструированию и расчету торфяных машин. Разработанные им гидроэлеватарная установка, полировочная машина, дисковые пилы для разделки пней, канатно-ленточный транспортер, пневмостилочная машина, машина для уборки кускового торфа внедрены в производство.

### Научные работы
Автор более 30 научных работ, в том числе монографии:
- Некоторые вопросы теории и расчета устройств, использующих цепь в качестве тягового органа. Мн., 1939.
- Определение удельного давления колесных машин. — Торфяная промышленность, 1946, № 4

## Награды
Награждён орденами Ленина, «Знак Почета», медалями.